# جبل ربي (حارة)

تعديل مصدري - تعديل

جبل ربي هي إحدى حارات حي الظهار بمدينة إب اليمنية، بلغ تعداد سكانها 4491 نسمة حسب تعداد اليمن لعام 2004.